# Gartenstraße (Heilbronn)
Die Gartenstraße liegt im Norden der Innenstadt von Heilbronn und führt parallel zur Allee vom Stadtgarten nach Norden, wo sie an der Einmündung zur Lessingstraße endet. Sie wurde 1901 nach den einst dort befindlichen Gärten benannt.

## Bauwerke
- Das Parkhotel mit der Adresse Gartenstraße 1 wurde 2020 im Stadtgarten in unmittelbarer Nachbarschaft des Kongresszentrums Harmonie eröffnet.
- Das Vorgängergebäude der Nr. 22 existierte seit 1868 und wurde um 1934 herum von Richard Beck gekauft, dessen Frau Lina dort bis zur Zerstörung im Zweiten Weltkrieg ein Putzgeschäft führte. Nach dem Wiederaufbau waren die Häuser Nr. 22, 24 und 26 von 1948 bis 1984 Büro- und Fabrikgebäude der Firma Karl Rathgeber.
- In den Nr. 24 bis 30 befand sich unter anderem eine Schuhfabrik der Firma Neff & Schelle.
- Vor der Nr. 31 befinden sich Stolpersteine für Simon Schlesinger und Ida Clothilde.[2]
- In der Nr. 35 befand sich von 1956 bis 2000 die Metzgerei mit Gaststätte Rössle.
- Das Haus Nr. 35/2 wurde 1956 als Gemeindehaus der Gemeinschaft Entschiedener Christen Heilbronn erbaut. Diese hatten 1972 das Haus Nr. 33/1 erworben.
- Das Haus Nr. 47 wurde 1947 wiederaufgebaut.
- Das Haus Nr. 50 wurde 1911 vom Architekten Adolf Braunwald für den Rechtsanwalt Dr. Siegfried Gumbel II. erbaut und 1937 vom Hotelier Georg Fischer umgebaut.[3] Vor dem Haus befindet sich ein Stolperstein für Dr. Siegfried Gumbel II.[4]
- Gegenüber der Nr. 50 befindet sich ein Gebäudeteil der Pestalozzischule.
- Gegenüber der Nr. 54 befindet sich eine Einfahrt zum Parkplatzareal der Handwerkskammer.
- Seit 1958 befindet sich in der Nr. 55 eine Apotheke.
- In der Nr. 60 befand sich von 1893 bis 1952 ein Wohn- und Bürohaus inklusive Lager mit einer Baustoffhandlung. Ebenfalls dort befand sich dort von 1888 bis 1983 die Baustoff-Großhandlung Carl Weyler GmbH & Co KG, die zwischenzeitlich 1944 zerstört wurde. Seit 1984 befindet sich in der Nr. 60/1 eine Sport- und Karate-Kendo-Schule.
- In der 60/1 befindet sich seit 2019 die Schreinerei und Möbelmanufaktur designAtelier neckermann.
- Der Gebäudekomplex Nr. 62 und 64 wurde 1897 erbaut und war Sitz des Deutschen Metallarbeiter-Verbands, ehe es 1933 von der Deutschen Arbeitsfront übernommen wurde. Der Luftschutzsanitätsdienst des SHD war ab etwa 1940 in der Nr. 64 untergebracht.
- Das Gebäude Nr. 64 wurde nach der Zerstörung im Zweiten Weltkrieg zwischen 1949/50 vom Architekten Karl Ellsässer für den DGB as Gewerkschaftshaus erbaut. Im Gewerkschaftshaus fand ein Teil des Heilbronner Nachkriegs-Theaterbetriebs statt.[5] Es wurde 2002 umgebaut und renoviert.
- Vor der Nr. 78/1 befindet sich ein Stolperstein für Robert Heinrich Hildenbrand.[6]
- Das ehemalige Wohnhaus Nr. 82 wurde ab 1903 durch die Architekten Maute & Moosbrugger erbaut und nach dem Zweiten Weltkrieg im Nachkriegsstil wiederaufgebaut.
- In der Nr. 87 Ecke Sichererstraße 31 befand sich von 1898 bis 1947 ein Doppelwohnhaus mit Wirtschaft und Laden.[7]
- Das Eckhaus Nr. 98 wurde vom Graffitikünstler Michael „Don“ Conrad besprüht.
- In der Nr. 104 waren von 1939 bis 1991 die Siebenten-Tags-Adventisten mit Wohnhaus und Kapelle untergebracht.
- In der Nr. 112 befand sich von 1968 bis 1990 eine Werkstatt mit Schuppen.

### Abgegangene Bauwerke
- Im ehemaligen Gebäudekomplex Nr. 27 und 30 war von 1896 bis 1930 die Weingroßhandlung Lazarus Rosenthal zu finden.
- Die ehemaligen Häuser 40 und 40/1 mit eisernem Gartenpavillon wurden ab 1887 von den Architekten Walter & Luckscheiter erbaut.
- Das ehemalige Dekanatsgebäude Nr. 45 Ecke Turmstraße wurde vom Architektenbüro Wenzel Hochbauamt für die Stiftungspflege der Evangelischen Gesamtkirchengemeinde ab 1891 erbaut. Nach dem Zweiten Weltkrieg baute man ein Wohnhaus auf dem vorgegangenen Keller wieder auf.
- Das ehemalige Wohnhaus Nr. 46 Ecke Sichererstraße wurde zwischen 1878/79 vom Amtsbaumeister Maute für den Bankier Wilhelm Hinderer erbaut.
- Das ehemalige Wohnhaus Nr. 48 wurde um 1902 herum vom Architekten Jakob Saame erbaut.[8]
- Die ehemaligen Gebäude 132 und 134 wurden ab 1908 vom Architekten Fritz Schneider erbaut.